# Магн Децензій
Магн Децензій (д/н — 18 січня 353) — державний та військовий діяч Римської імперії.

## Життєпис
Походив з франкського (за іншими версіями — галльського) впливового провінційного роду. Народився у місті Самаробріва (Белгіка). Розпочав службу в римському війську. У 350 році після заколоту його брата Магна Магненція, який оголосив себе імператором, Децензій отримав титул цезаря. Також йому було доручено оборону Галлії від інших претендентів та Рейнських кордонів від германських племен. Але у 351 році зазнав поразки від алеменів на чолі із вождем Хнодомаром. Тому не зміг допомогти Магненцію, який зазнав поразки від імператора Констанція II у битві при Мурсі.
У 352 році стає консулом (на заході). Але не впорався з ситуацією в Галлії, де в Августі Треверорумі повстав прихильник Констанція II — Поменій. В результаті вся Північна Галлія і значна частина Белгіки відкололися від Децензія і Магненція. У 353 році рушив на допомогу братові, який готувався до вирішального бою проти Констанція II, проте не встиг — війська Магненція зазнали нищівної поразки у битві біля гори Селевк, а сам Магненцій наклав на себе руки. Діставши цю звістку, Деценій, що перебував в області сенонів, отаборився в місті Сенони, де 18 січня покінчив життя через повішення.